# あそ雪の広場
スノーフェスティバルinあそ雪の広場（スノーフェスティバルインあそゆきのひろば）は、北海道石狩郡当別町阿蘇公園で2月の中旬から下旬にかけて行われる雪祭り。あそ雪の広場と紹介されることが多い。
規模は小さいがたくさんの人が訪れ、ダンスなどを披露する。2016年2月には第34回あそ雪の広場が催された。